# Kenny Shiels
Kenny Shiels (* 27. April 1956 in Magherafelt) ist ein nordirischer Fußballtrainer und ehemaliger Fußballspieler. Seit 2019 trainiert er die nordirische Fußballnationalmannschaft der Frauen.

## Karriere

### Spieler
Kenny Shiels spielte in der ersten nordirischen Fußballliga sowie in niedrigeren nordirischen Ligen. Zunächst spielte er für Bridgend United, dann für den Tobermore United FC, den Coleraine FC, Lisburn Distillery, erneut für Tobermore United, dann für den Larne FC, Ballymena United, zum dritten Mal für Tobermore United, dann für den Harland & Wolff Welders FC und schließlich für die Carrick Rangers. In seiner Jugend spielte er außerdem Gaelic Football beim Glen GAC in Maghera.

### Trainer
Als Shiels zum dritten Mal für Tobermore United spielte, fungierte er dort als Spielertrainer. Im Jahr 1992 übernahm er dann die Carrick Rangers, mit denen er zum Ende der Saison einen Platz im Mittelfeld der Liga belegte.
Im Dezember 1994 verließ Shiels Carrickfergus und übernahm den Coleraine FC. Nach der Saison 1994/95 stieg der Verein ab, da die bisherige Liga in zwei Ligen aufgeteilt wurde. Der Coleraine FC musste daraufhin in der folgenden Saison in der zweiten Liga spielen. Nach nur drei Spielen in der neuen Saison wurde Shiels zunächst entlassen, zwei Tage später jedoch darum gebeten, in einem weiteren Spiel als Trainer zu fungieren, ehe er schließlich vom Vorstand für den Rest der Saison unterstützt wurde. Dem Verein gelang es daraufhin, in 20 Spielen ohne Niederlage zu bleiben. Kenny Shiels jüngerer Bruder Sammy Shiels erzielte dabei 25 Tore und der Verein gewann mit 15 Punkten Vorsprung vor Ballymena United die Meisterschaft und sicherte sich den Aufstieg.
In der folgenden Saison belegte der Verein nach dem achten Spieltag den ersten Platz in der Liga. Letztlich gewann jedoch der Crusaders FC die Meisterschaft. Diese Saison stellte die erfolgreichste Saison von Shiels bei Coleraine dar, da man sich trotz einiger Investitionen in die Spieler in den folgenden Spielzeiten lediglich im Mittelfeld der Tabelle platzieren konnte. In der Saison 1999/2000 verlor man schließlich mehrere Spiele in Folge, woraufhin Shiels zurücktrat.
Der Website des Moyola Park FC zufolge trainierte Shiels von Januar 1999 bis Dezember 2000 Moyola Park. Diese Zeiten überschneiden sich allerdings mit Shiels Trainertätigkeit für Coleraine. Unstrittig ist jedoch, dass Shiels Trainer beim Moyola Park FC war, da er beispielsweise Ivan Sproule für den Verein verpflichtete.
Am 2. Januar 2001 bestätigte der Vorstand von Ballymena United, dass Shiels als Trainer verpflichtet wurde. Der Verein befand sich bereits im Abstiegskampf und Shiels gelang es nicht, den Abstieg zu verhindern. Für die folgende Saison erreichte er die Verpflichtung von Tommy Wright, Paul Beesley und Leon Browne. Allerdings belegte der Verein trotzdem zu Saisonende lediglich den fünften Platz. In der Saison 2002/03 war der Verein schließlich erfolgreicher und belegte zum Ende der Saison den zweiten Platz hinter den Dungannon Swifts. Dadurch sicherte man sich auch den Aufstieg. In der folgenden Saison belegte der Verein den sechsten Platz, was auch dem neu verpflichteten Nigel Jemson zu verdanken war. Der Verein qualifizierte sich außerdem für den UEFA Intertoto Cup. Daraufhin erreichte Shiels, dass Rory Hamill, Gary Smyth, Gordon Simms und Tim McCann verpflichtet wurden. Da sich trotz der neuen Spieler kein Fortschritt einstellte, wurde Shiels am 4. Mai 2005 entlassen.
In der Saison 2005/06 trainierte Shiels dann den Larne FC. Da er gleichzeitig auch für die Irish Football Association tätig war, konnte er sich nicht ausschließlich dem Verein widmen und trat daher am Ende der Saison zurück. Die nordirische U-17-Fußballnationalmannschaft trainierte er bis 2007.
Ab Mai 2007 trainierte Shiels die Jugendmannschaft der Tranmere Rovers. Im Juni 2010 verließ er den Verein und wurde zunächst Trainerassistent beim FC Kilmarnock.
Nachdem Mixu Paatelainen Kilmarnock verließ, um Trainer der finnischen Fußballnationalmannschaft zu werden, übernahm Shiels die Stelle als Cheftrainer. Sein neuer Trainerassistent wurde Jimmy Nicholl, der kurz zuvor beim FC Cowdenbeath gekündigt hatte. Im Januar 2012 verpflichtete Shiels seinen Sohn Dean Shiels und Ben Gordon für den Verein. In der Saison 2011/12 gewann Kenny Shiels mit der Mannschaft den Scottish League Cup. Am 22. Mai 2012 verlängerte er seinen Vertrag bei Kilmarnock um zwei Jahre. Im März 2013 verpflichtete Shiels Kris Boyd für den Verein, der bereits zu Beginn seiner Karriere für Kilmarnock gespielt hatte. Am Ende der Saison 2012/13 belegte der Verein schließlich nur den neunten Platz in der Liga. Daraufhin wurde Shiels vom Verein entlassen. Mehrere Spieler des Vereins kritisierten diese Entscheidung.
Nachdem Shiels zwischenzeitlich als Trainer für Swindon Town und Inverness Caledonian Thistle gehandelt wurde, wurde er im Dezember 2013 Trainer bei Greenock Morton. Auf Anraten seines Arztes verzichtete er darauf, am Spieltag Interviews zu geben und überließ diese Aufgabe seinem Assistenten David Hopkin. Dem Verein gelang es trotz einiger Neuverpflichtungen nicht, die hinteren Tabellenplätze zu verlassen, weshalb gegen Ende der Saison feststand, dass der Verein absteigt. Zunächst wurde davon ausgegangen, dass Shiels bei Greenock Morton bleiben und versuchen würde, den Wiederaufstieg in der folgenden Saison zu schaffen, wie es ihm bei Coleraine gelungen war. Im Mai 2014 trat er jedoch als Trainer zurück.
Nachdem Shiels zunächst den thailändischen Verein BEC Tero trainiert hatte, übernahm er im November 2015 das Amt als Trainer bei Derry City. Im Oktober 2018 wurde er entlassen, da der Verein lediglich den achten Platz in der Liga belegte.
Schließlich wurde Shiels im Mai 2019 Trainer der nordirischen Fußballnationalmannschaft der Frauen. Mit einem Sieg über die Ukraine im April 2021 sicherte sich die nordirische Nationalmannschaft die Teilnahme an der Fußball-Europameisterschaft der Frauen 2022 in England. Damit gelang der nordirischen Frauen-Nationalmannschaft erstmals die Qualifikation für die Endrunde eines großen internationalen Turniers.

## Privates
Kenny Shiels ist der Vater des Fußballspielers Dean Shiels und der Schwiegervater des Fußballtrainers Oran Kearney.